# 足立倫行
足立 倫行（あだち のりゆき、1948年3月25日 - ）は、日本のノンフィクション作家。デビュー作の『人、旅に暮らす』以来、同時代人の生きる意味を探索している。実弟は雑誌「噂の真相」のとびら絵を描いていた足立三愛。立教大学非常勤講師（2003~2006年、2008~2013年)。2003年より「境港フィッシュ大使」を務める。

## 来歴・人物
鳥取県境港市外江町出身。半農半漁の町で、沖行く船をいつも見ていた。父は元・海軍軍人で、その後、海上自衛隊に入った。祖父は貨物船の船乗りでインドやハワイに行っていた。早稲田大学政治経済学部を中退。世界を放浪する。『平凡パンチ』取材記者をつとめたのちフリーとなる。
ここ数年、日本古代史に関連する取材、執筆を続けている。

## 著書
- 『人、旅に暮らす』日本交通公社出版事業局　1981年　のち新潮文庫、現代教養文庫
- 『日本海のイカ 海からだけ見えるニンゲン社会の動悸』情報センター出版局　1985　のち新潮文庫
- 『イカの魂 海から食卓までの「イカ読本」』情報センター出版局　1985年
- 『一九七〇年の漂泊 Vaya con Dios』文藝春秋　1986年　のち文春文庫
- 『人、夢に暮らす』新潮社 1988年、のち新潮文庫
- 『横浜中華街（とんぼの本・佐藤和孝ほかの共著）新潮社　1988年
- 『北里大学病院24時 生命を支える人びと』新潮社、1989年、のち新潮文庫
- 『アジアの人波、海の道』文藝春秋　1990年、のち 「アジア海道紀行」と改題して文春文庫
- 『錦の休日 長期休暇に挑んだ課長たち』PHP研究所　1991年、のち新潮文庫
- 『アダルトな人びと』講談社　1992年、のち講談社文庫
- 『イワナ棲む山里』秋月岩魚写真 世界文化社　1992年
- 『お父さんの心配』太田出版　1992年
- 『妖怪と歩く 評伝・水木しげる』文藝春秋　1994年、のち文春文庫。
  - 『妖怪と歩くドキュメント・水木しげる』 新潮文庫、2010年
- 『こころの自分史 傑作選』（編著）新潮社　1995年
- 『奥只見物語 イヌワシ舞う渓谷』秋月岩魚写真 世界文化社　1996年
- 『森林ニッポン』新潮選書　1998年
- 『海洋ニッポン 未知の領域に挑む人びと』岩波書店　2000年
- 『船で暮らす地中海』講談社、2003年
- 『親と離れて「ひと」となる』日本放送出版協会　2006年
- 『悪党の金言』集英社新書、2009年
- 『難治がんと闘う 大阪府立成人病センターの五十年』新潮新書　2010年
- 『激変!日本古代史 卑弥呼から平城京まで』朝日新書　2010年
- 『死生天命-佐久間艇長の遺書-』ウェッジ　2011年
- 『倭人伝、古事記の正体 卑弥呼と古代王権のルーツ』朝日新書　2012年
- 『血脈の日本古代史』ベスト新書 2015年
- 『妖怪と歩く ドキュメント・水木しげる（復刻版）』今井出版　2017年
- 『イワナ棲む山里　奥只見物語』秋月岩魚写真　モン・ブックス（文庫）世界文化社　2021年